# Madasphecia
Madasphecia is een geslacht van vlinders uit de familie wespvlinders (Sesiidae), onderfamilie Sesiinae.
Madasphecia is voor het eerst wetenschappelijk beschreven door Viette in 1982. De typesoort is Callisphecia puera.

## Soorten
Madasphecia omvat de volgende soorten:
- Madasphecia griveaudi (Viette, 1982)
- Madasphecia puera (Viette, 1957)